# Wolfgang Ranft
Wolfgang Ranft (* 15. März 1911 in Zwickau; † 16. Oktober 2006 in Auerbach/Vogtl.) war ein deutscher Arzt und Politiker (CDU der DDR).

## Leben
Ranft, Sohn eines Beamten geboren, besuchte die Volks- und Realschule in Schwarzenberg und die Oberrealschule in Auerbach. Nach dem Abitur studierte er von 1931 bis 1937 Medizin an den Universitäten München, Freiburg, Rostock und Berlin. 1937 legte er das Staatsexamen ab und war dann bis 1939 als Assistenzarzt an der Charité tätig. Er promovierte 1939 in Berlin zum Dr. med. (Dissertation: Antefixationsgeburten nach vorausgegangenen Retrodeviations-Operationen am Uterus). Anschließend wurde Ranft als Militärarzt zum Kriegsdienst eingezogen und geriet in Kriegsgefangenschaft.
1946 kehrte er nach Deutschland zurück, wurde Mitglied der CDU und des FDGB. Ranft absolvierte bis 1950 eine Facharztausbildung an der Chirurgischen Klinik Auerbach. 1950 trat er der Gesellschaft für Deutsch-Sowjetische Freundschaft (DSF) bei. Von 1950 bis 1976 war er Ärztlicher Direktor des Bergarbeiter-Krankenhauses Obergöltzsch. Seit seinem 65. Lebensjahr arbeitete er als Facharzt für Chirurgie in der Poliklinik in Auerbach.
1956 wurde Ranft Mitglied des CDU-Hauptvorstandes der CDU sowie des CDU-Bezirksvorstandes Karl-Marx-Stadt. Von 1958 bis 1963 gehörte er als Abgeordneter der Volkskammer an. Am 17. März 1987 wurde er zum Ehrenmitglied des Hauptvorstandes und Mitglied des Ehrenrates beim Hauptvorstand der CDU ernannt.
Ranft war später noch bis 1998 als niedergelassener praktischer Arzt in Auerbach tätig.

## Auszeichnungen
- Vaterländischer Verdienstorden in Bronze (1957)[4] und in Silber (1981)[5]
- Hufeland-Medaille in Gold (1961)
- Ehrennadel der Gesellschaft für Deutsch-Sowjetische Freundschaft in Gold (1964)
- Ehrentitel Verdienter Arzt des Volkes
- Verleihung des Titels Obermedizinalrat
- Otto-Nuschke-Ehrenzeichen in Gold (1986)
- Ehrenmedaille der Nationalen Front (1989)